# Kohout (zbraň)

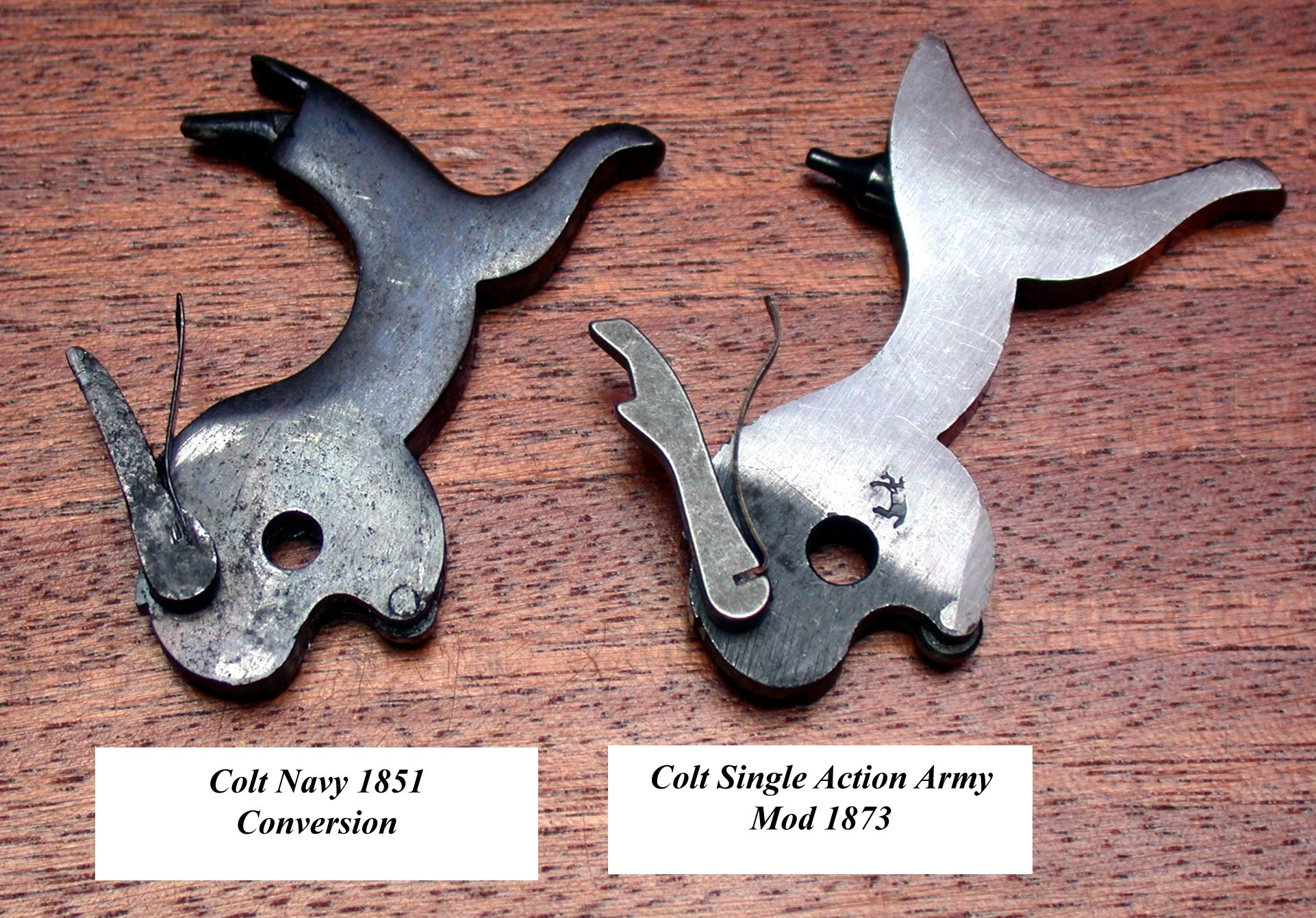
Kohout zbraně

Kohout je součástka bicího ústrojí ručních palných zbraní. Jedná se o druh úderníku, který vykonává kruhový pohyb.
Jedná se o pohyb jen po části kruhu a proto se v některých pramenech uvádí, že jde o kývavý pohyb. Kohout je ovládacím prvkem zbraně.

## Terminologie
- Kohoutek je jiné označení pro kohout.
- Palečník je výstupek na kohoutu zbraně zamýšlený jako místo ve kterém bude střelec kohout zbraně ovládat. U některých konstrukcí nejde o výstupek, ale jen o vhodně upravený tvar a povrch kohoutu zbraně.
- Kladívko je součástka odpovídající svou funkcí kohoutu zbraně. Od kohoutu zbraně se liší tím, že nemá palečník a není určeno k ovládání zbraně. Kladívko podobně jako kohout vykonává kruhový, respektive kývavý pohyb. Je obvykle skryto uvnitř zbraně.
- Přímoběžný úderník je součástka vykonávající stejnou funkci jako kohout zbraně. Na rozdíl od kohoutu zbraně není tento pohyb otáčivý. Velmi často bývá skrytý.

## Funkce
V moderních palných zbraních dochází výstřelu tak, že stisk spouště uvede do činnosti bicí ústrojí. Účelem bicího ústrojí je mechanicky udeřit na zápalku náboje. Součástí bicího ústrojí je pružina, která dodává energii pro tento úder. Bicí pružina je stlačena(nebo napnuta) kohoutem a ten je v této poloze zachycen spoušťovým mechanismem.
Stiskem spouště zbraně dojde k uvolnění kohoutu. Na uvolněný kohout zapůsobí stlačená pružina a kohout udeří na další součást bicího ústrojí nazývanou zápalník. Zápalník pak udeří do zápalky. Tímto způsobem se přenese energie z bicí pružiny až na zápalku náboje.

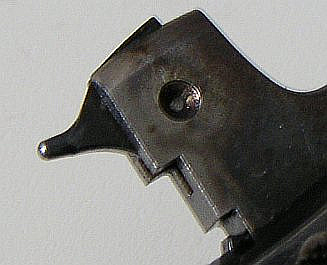
Zápalník integrovaný s kohoutem revolveru Smith & Wesson Model 13

## Spojení kohoutu a zápalníku
U některých konstrukcí zbraní může být zápalník spojen s kohoutem. Tento princip je použit často u revolverů. Zápalník jako samostatná součástka je použit například v pistoli CZ 75.

## Princip použití kohoutu pro ovládání zbraně
Vnější kohout je typický pro revolvery. Kohout je také běžný v konstrukci mnoha pistolí, jako je například CZ 75, Sig-Sauer P226, Jericho 941, Tangfolio P16, Colt 1911. Méně často se kohouty používají i u dlouhých zbraní. Příkladem může být brokovnice Lancasterka, nebo kulovnice H&R Handi-Rifle. Způsoby ovládání zbraně kohoutem se mohou lišit podle konkrétní zbraně. Základní princip je podobný.

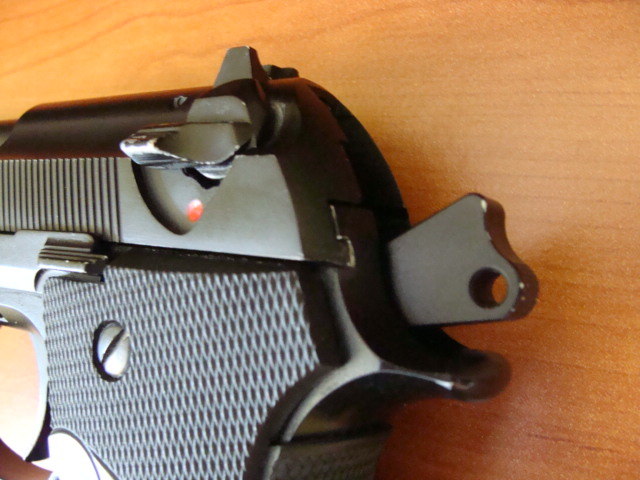
Pistole M9A1 s nataženým kohoutem

Pokud je kohout v zadní poloze, tedy blíže střelci, je bicí pružina natažena. V některých konstrukcích je pružina ve skutečnosti stlačena, ale prakticky se používá pojem natažená zbraň. V tomto stavu má pružina naakumulovanou energii potřebnou k odpálení náboje.
U samonabíjecích pistolí je obvykle spojeno natažení bicího mechanismu s přesunem náboje do komory. U lankasterky, tedy dlouhé lovecké zbraně s vnějšími kohouty je nutno kohout natáhnout ručně.
Vypuštění, případně sklopení kohoutu zbraně do přední polohy je doporučená metoda jak mít zbraň při nošení připravenou k výstřelu, ale lépe zabezpečenou proti nechtěnému výstřelu. Pojistné mechanismy brání tomu aby kohout v přední poloze nezpůsobil výstřel například po úderu do zbraně s nábojem v komoře a vypuštěným kohoutem. Natažení kohoutu před prvním výstřelem může být provedeno ručně, nebo pokud to konkrétní zbraň umožňuje, tak přímo spouští zbraně.